# Зуев, Иван Дмитриевич
Иван Дмитриевич Зуев (1912—1943) — майор Рабоче-крестьянской Красной Армии, участник Великой Отечественной войны, Герой Советского Союза (1943).

## Биография
Иван Зуев родился 9 сентября 1912 года в деревне Копылово Великолукского уезда. Окончил девять классов школы. В октябре 1937 года Зуев был призван на службу в Рабоче-крестьянскую Красную Армию. В 1939 году он окончил Калининское артиллерийское училище. С июня 1941 года — на фронтах Великой Отечественной войны. Принимал участие в боях на Западном, Донском и Центральном фронтах. К октябрю 1943 года майор Иван Зуев командовал артиллерией 479-го стрелкового полка 149-й стрелковой дивизии 65-й армии Центрального фронта. Отличился во время битвы за Днепр.
16 октября 1943 года Зуев одним из первых в полку переправился через Днепр в районе деревни Щитцы Лоевского района Гомельской области Белорусской ССР и принял активное участие в боях за плацдарм на его западном берегу. Во время отражения очередной немецкой контратаки получил тяжёлое ранение, от которого скончался на следующий день. Похоронен в селе Лопатни Репкинского района Черниговской области Украины.
Указом Президиума Верховного Совета СССР от 24 декабря 1943 года за «мужество и героизм, проявленные при форсировании Днепра и удержании плацдарма на его правом берегу» майор Иван Зуев посмертно был удостоен высокого звания Героя Советского Союза. Был также награждён орденами Ленина, Красного Знамени, Красной Звезды, медалью.